# Německé volby do říšského sněmu 1924 (květen)
Německé federální volby konané 4. května 1924 byly v pořadí třetí volby do říšského směnu Výmarské republiky. Sociálnědemokratická strana Německa se stala znovu nejsilnější stranou se ziskem 100 z 472 mandátů. I tak ale byly výsledky velkým zklamáním pro umírněnou levici a vítězstvím krajní pravice. Poprvé výrazně uspěli i komunisté.

## Předcházející události
Po říšských volbách z roku 1920 nastala výrazná polarizace německé společnosti. Došlo k politicky motivovaným vraždám ministra financí Erzbergera v srpnu 1921 a ministra zahraničí Rathenaua v červnu 1922. Ekonomice se taktéž nedařilo. Menšinová vláda opírající se o podporu sociálních demokratů začala brzo razit heslo Prvně chléb, potom reparace! a Německo přestalo platit válečné reparace ve stanovených termínech. Odpovědí bylo obsazení německého Porúří francouzskými a belgickými vojsky v lednu 1923. Okupace vyvolala po celém Německu pasivní odpor a zastavení průmyslové produkce. Znesvářené strany se nakonec dohodly na splátkách podle tzv. Dawesova plánu, situace ale i tak vedla k hluboké hospodářské krizi a k hyperinflaci (jeden dolar byl 4,2 bilionům marek).
Vláda musela nutně provést měnovou reformu, a to v listopadu 1923, kdy jedna nová rentová marka byl jeden bilión původních papírových marek. Komunisté v nastalé situaci plánovali v zemi vyvolat podle příkladu bolševiků v Rusku třídní revoluci (tzv. Německý říjen). V Sasku a Durynsku se spojili s radikály ze sociální demokracie, ale vyhlášení tzv. Reichsexekution proti Sasku (svolení vlády s použitím armády proti jakémukoliv členskému státu) jejich plány zhatilo. Ve stejném čase provedl Hitler neúspěšný tzv. pivní puč v Bavorsku. Na konci roku 1923 se situace uklidnila a do voleb se podařilo ekonomickou i politickou situaci relativně stabilizovat.

### Situace stran
U levicových stran došlo v výraznému přeskupování členů. Nezávislé sociální demokraty, kteří skončili v předešlých volbách druzí, opustila více než polovina členů (tj. 400 tisíc lidí) a přešla do Komunistické strany. Ta se ale ocitla ve výrazných vnitřních sporech po neúspěšných plánech na povstání v rámci zmíněného Německého října. Sociální demokraté na tom nebyli po událostech v Sasku o moc lépe. Strana byla rozštěpena na frakci odmítající účast ve vládě s pravicovými stranami a frakci hájící její aktivní účast.
Z pravicových stran vyhlížela volby s největšími očekáváním Národně lidová strana (DNVP). Nacionalisté doufali v hlasy od obyvatel, kteří ztratili veškeré své úspory během inflace, a počítali i s přílivem voličů od Německé lidové strany (DVP). Ta se rozštěpila a jedna její frakce vyzvala k volbě DNVP. Hitlerova strana NSDAP byla po potlačení puče zakázána a Hitler vsazen do vězení. Její členové vstoupili do Národně socialistického hnutí za svobodu, odštěpené části DNVP, vedené hrdinou první světové války generálem Ludendorffem.

## Volební výsledky

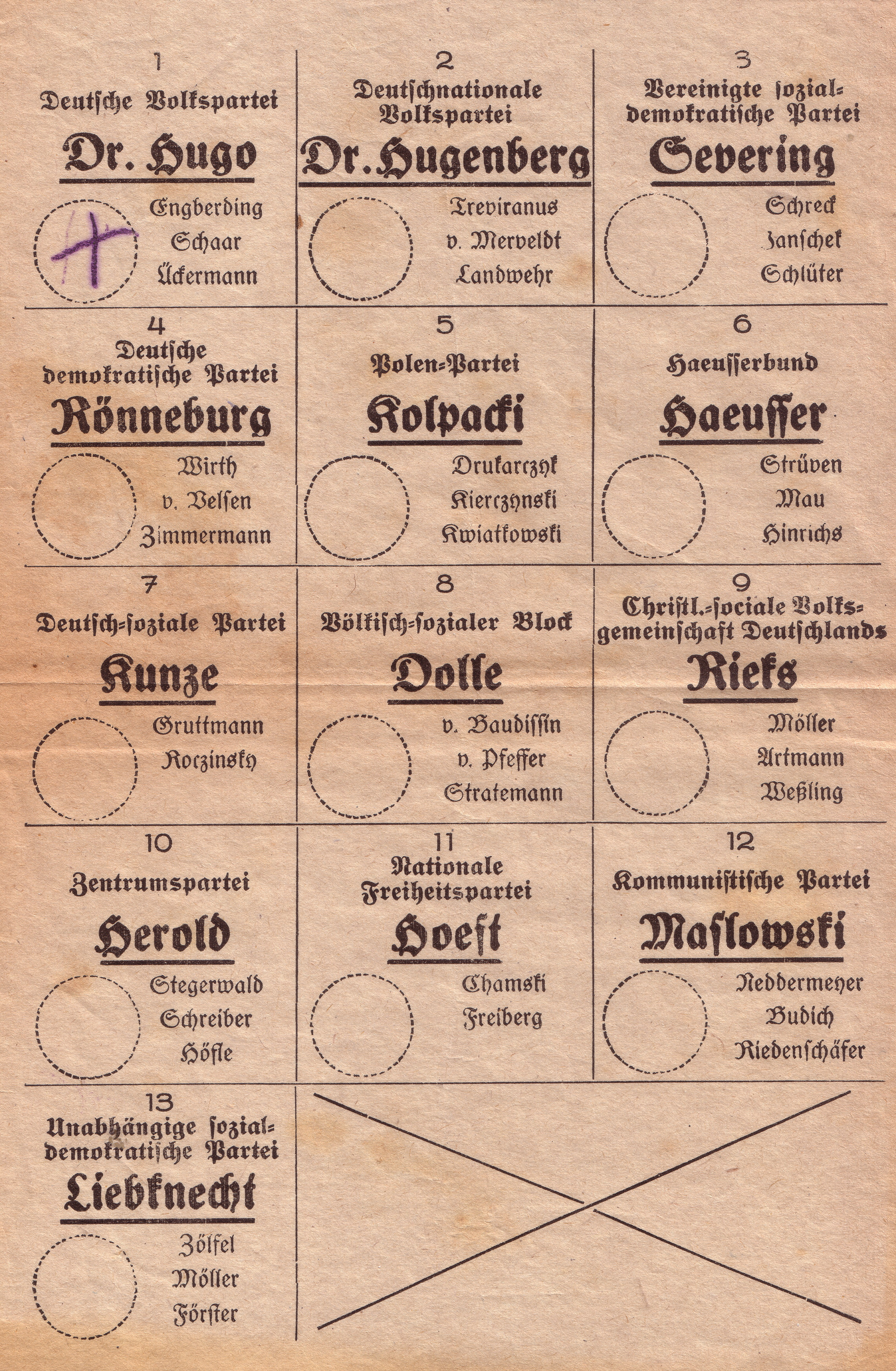
Dobový volební lístek

Sociální demokraté (SPD) se stali vítězi voleb jako v předešlých volbách. Při porovnání výsledků by se na první pohled zdálo, že si strana udržela svoje pozice. Je nutno ale zmínit, že v předchozích volbách druhá Nezávislá sociální demokracie (USPD) se v roce 1922 rozpadla a všichni zvolení poslanci se včlenili zpátky do SPD. Sociální demokraté následně disponovali 171 křesly v říšském sněmu. Zisk pouhých 100 křesel byl považován za výraznou porážku. Sociálním demokratům se nepodařilo přilákat bývalé voliče USDP, kteří místo nich volili radikálnější komunisty. Ti naopak mohli hodnotit výsledky kladně. Získali 62 mandátů a poprvé se zařadili mezi významné strany na politické scéně.
V pravé části politického spektra podle očekávání posílili nacionalisté z DNVP s téměř 19,5 %. Stali se druhou nejsilnější stranou ve sněmu a porazili sociální demokraty ve všech volebních obvodech na východ od Labe. Velkým ziskem skončila i kandidatura bývalých členů DNVP sdružených v Národně socialistickém hnutí za svobodu. Ludendorff se spojenci získali 32 mandátů. Umírněnější pravicové strany jako lidovci či němečtí demokraté se museli vyrovnat se ztrátou téměř 5 % respektive 3 % hlasů. Své pozice po volbách udrželo katolické Centrum a Bavorská lidová strana.

### Úspěšnost stran v jednotlivých volebních obvodech
Sociální demokraté zvítězili v 11 obvodech, a to převážně ve středním Německu. Nacionalisté pokračovali v posilování svých pozic na východě a v oblastech na východ od Labe vyhráli ve všech obvodech kromě Horního Slezska. Katolické Centrum udrželo své pozice v katolických oblastech na jihu Německa, Porýní a zmiňovaném Horním Slezsku. Komunistům se poprvé podařilo vyhrát v nějakém volebním obvodu, a to v obvodu Düsseldorf - Východ.
| Politická strana | Politická strana                              | Hlasy v % (změna) | Hlasy v % (změna) | Mandáty (změna) | Mandáty (změna) |
| ---------------- | --------------------------------------------- | ----------------- | ----------------- | --------------- | --------------- |
|                  | Sociálnědemokratická strana Německa (SPD)     | 20,5              | ▼ −1,2            | 100             | ▼ −2            |
|                  | Německá národně lidová strana (DNVP)          | 19,5              | ▲ +4,4            | 95              | ▲ +11           |
|                  | Centrum (Z)                                   | 13,4              | ▼ −0,2            | 65              | ▲ +1            |
|                  | Komunistická strana Německa (KPD)             | 12,6              | ▲ +10,5           | 62              | ▲ +58           |
|                  | Německá lidová strana (DVP)                   | 9,2               | ▼ −4,7            | 45              | ▼ −20           |
|                  | Národně socialistické hnutí za svobodu (NSFB) | 6,5               | ▲ +6,5            | 32              | ▲ +32           |
|                  | Německá demokratická strana (DDP)             | 5,7               | ▼ −2,6            | 28              | ▼ −11           |
|                  | Bavorská lidová strana (BVP)                  | 3,2               | ▼ −1,0            | 16              | ▼ −4            |
|                  | Zemědělská liga                               | 2,0               | ▲ +2,0            | 10              | ▲ +10           |
|                  | Říšská strana německé střední třídy (WP)      | 1,7               | ▲ +1,7            | 7               | ▲ +7            |
|                  | Německá sociální strana (DSP)                 | 1,1               | ▲ +1,1            | 4               | ▲ +4            |
|                  | Německo-hannoverská strana (DHP)              | 1,1               | ▬ ±0              | 5               | ▬ ±0            |
|                  | Bavorský rolnický svaz (BB)                   | 0,7               | ▼ −0,1            | 3               | ▼ −1            |
|                  | Ostatní                                       | 2,8               | ▲ +1,8            | 0               | ▼ −85           |
| Celkem           | Celkem                                        | 100,0             |                   | 472             | +13             |

## Sestavování vlády
Nacionalisté z DNVP chtěli hrát při tvorbě nové vlády rozhodující roli. Pro koaliční partnery ale bylo zcela nepřijatelné jejich odmítání Dawesova plánu na placení reparací a neprošel ani jejich konzervativní kandidát na kancléře velkoadmirál Tirpitz. Nakonec Wilhelm Marx z Centra koaliční jednání s nacionalisty ukončil a zformoval 3. června 1924 menšinovou vládu Centra, německých demokratů (DDP) a lidovců (DVP). Ta měla pouze 138 z celkových 472 křesel a musela se spoléhat na toleranci sociálních demokratů. Lidovci však chtěli do koalice zahrnout nacionalisty. Jako své největší volební protivníky je plánovali vystavit zodpovědnosti za vládní rozhodnutí a tím posílit svoje pozice. V říjnu 1924 při projednávání o účasti nacionalistů ve vládě nedošlo k dohodě. Němečtí demokraté odmítli účast ve vládě s nacionalisty a nechtěli ani tolerovat vládu lidovců, nacionalistů a Centra. Následně byl na žádost kancléře říšský směn rozpuštěn a všechno směřovalo k novým volbám v prosinci 1924.

### Přehled vlád
- Kabinet W. Marxe (Z) - koalice Z, DVP, DDP (27. květen 1924 — 15. leden 1925)